# Мирумян, Карлен Артаваздович
Карле́н Артава́здович Мирумя́н (арм. Կառլեն Միրումյան; 25 января 1952, Кировабад — 5 сентября 2022) — армянский историк философии. Доктор философских наук (1994), кандидат философских наук (1980), профессор кафедры общественных наук ЕГЛУ им. В.Брюсова (1995), профессор (2002), заведующий отделом Института философии, социологии и права НАН РА, заведующий кафедрой политической теории РАУ, член Проблемного совета по философии, социологии, праву и экономике при президиуме НАН РА. Является продолжателем дела армянского академика Сена Аревшатяна.
Главный редактор журнала «Вестник РАУ. Гуманитарные и общественные науки». Член Специализированного совета 013 по защите докторских диссертаций (философия, политология, социология). Автор около 90 научных работ, в том числе 15 монографий и книг. Основатель и главный редактор двух научных серий: «Армянская философия в системе духовной культуры. Вопросы методологии» и «Армянские философы».

## Основные работы
- О природе национальной интеллигенции и её задачах: Опыт историко-теоретического анализа. Ер. 1995.
- Права человека: историко-политический очерк. Ер. 2002.
- Политология. Энциклопедический словарь. Совместно с С. В. Аствацатуровым, А. М. Бабаджаняном Ер. 2004. на арм. яз.
- История политической науки. Часть I. Эпоха античности. Ер. 2004.
- История политической науки. Часть II. Средневековье, Возрождение, Реформация. Ер. 2005.[5]